# Arijanet Murić
Arijanet Anan Murić (albánul: Arjanet Samir Muriqi) (Zürich, 1999. november 7. –) svájci születésű koszovói labdarúgó, a Burnley játékosa.

## Pályafutása

### Manchester City
2017. július 27-én 3 éves szerződést írt alá az angol Manchester Cityvel.

### NAC Breda
2018. július 31-én egy évre kölcsönadták a holland első osztályú NAC Breda csapatának, ahol augusztus 18-án mutatkozott be a De Graafschap ellen 3–0-ra megnyert mérkőzésen.

### Visszatérés a Manchester Citybe
Claudio Bravo sérülése miatt a Manchester City cserekapus nélkül maradt, ezért augusztus 22-én visszahívták a NAC-tól Murićot, három nap múlva pedig csereként nevezték a Wolverhampton elleni bajnokin. 2018. szeptember 25-én kezdőként lépett pályára az Oxford United elleni ligakupa mérkőzésen, melyet csapata 3–0-ra megnyert.

### Nottingham Forest
2019 nyarán előbb meghosszabbította szerződését a Manchester Citynél, majd a 2019-2020-as szezonra a másodosztályban szereplő Nottingham Foresthez került kölcsönbe.

### A válogatottban

#### Montenegró U21
2017. szeptember 5-én Montenegró színeiben mutatkozott be egy U21-es barátságos mérkőzésen Bosznia-Hercegovina ellen, ahol a 85. percben piros lapot kapott. A következő mérkőzést Szlovénia ellen játszották a 2019-es U21-es labdarúgó-Európa-bajnokság selejtezőjében, ahol újra piros lapot kapott.

#### Koszovó
Miután a montenegrói felnőtt válogatottól nem kapott meghívót, 2018. augusztus 26-án bejelentették, hogy Koszovó színeiben fog játszani. 2018. november 20-án az Azerbajdzsán elleni Nemzetek Ligája mérkőzésen bemutatkozott a koszovói válogatottban, melyet csapata 4–0-ra megnyert.

## Sikerei, díjai
- Manchester City
  - Angol kupa (1): 2018–19
  - Angol ligakupa (1): 2019

## Fordítás
Ez a szócikk részben vagy egészben  az   Arijanet Muric című angol Wikipédia-szócikk fordításán alapul.  Az eredeti cikk szerkesztőit annak laptörténete sorolja fel. Ez a jelzés csupán a megfogalmazás eredetét és a szerzői jogokat jelzi, nem szolgál a cikkben szereplő információk forrásmegjelöléseként.